# روز دی (ترانه)
«روز دی» (انگلیسی: D-Day) ترانه‌ای از خواننده اهل کره جنوبی، شوگا از بی‌تی‌اس است. «روز دی» در ۲۱ آوریل ۲۰۲۳، توسط بیگ هیت میوزیک به عنوان اولین ترانه از نخستین آلبوم استودیویی شوگا به نام روز دی منتشر شد.

## جدول‌های موسیقی
| جدول (۲۰۲۳)                             | بالاترین جایگاه |
| --------------------------------------- | --------------- |
| تک‌آهنگ‌های دیجیتال ژاپنی (اوریکون)       | ۱۵              |
| دانلود ژاپن (بیلبورد ژاپن)              | ۴۰              |
| تک‌آهنگ‌های داغ نیوزیلند (آرام‌ان‌زی)       | ۳۱              |
| ترانه‌های دیجیتال ایالات متحده (بیلبورد) | ۱۵              |
| ویتنام (ویتنام هات ۱۰۰)                 | ۹۴              |